# Daniel Carrillo
Daniel José Carrillo Montilla (Barquisimeto, Estado Lara, Venezuela, 2 de diciembre de 1995) es un futbolista venezolano que juega como defensa en la Universidad Central de Venezuela de la Primera División de Venezuela.

## Trayectoria
Es el menor de cuatro varones teniendo una hermana más pequeña. Inició su carrera deportiva en su barrio[¿cuál?] en la Escuela de Futbol Menor Unión Carucieña en las instalaciones del CRIP[¿dónde?] como delantero. Posteriormente se inició en las categorías menores del ACD Lara y debutó con el primer equipo en 2013, donde durante el lapso con ese equipo llegó a disputar Copa Libertadores y Copa Sudamericana, llegando a ganar también dos torneos clausura de Venezuela.

## Selección nacional
Recibió su primera convocatoria con la vinotinto en 2021 para la próxima triple fecha de eliminatorias al mundial de Catar. Debutó en las eliminatorias, entrando en el segundo tiempo por Jefferson Savarino en la derrota 3-1 frente a Argentina.

#### Campeonato Sudamericano Sub-20
| Sudamericano Sub-20         | Sede    | Resultado    | Partidos | Goles |
| --------------------------- | ------- | ------------ | -------- | ----- |
| Sudamericano Sub-20 de 2015 | Uruguay | Primera fase | 3        | 0     |

## Clubes

### Profesional
| Club                             | País      | Año           | Partidos | Goles |
| -------------------------------- | --------- | ------------- | -------- | ----- |
| ACD Lara                         | Venezuela | 2013-2020     | 191      | 3     |
| KuPS Kuopio                      | Finlandia | 2021-presente | 68       | 4     |
| Alashkert CF                     | Armenia   | 2023          |          |       |
| Universidad Central de Venezuela | Venezuela | 2024-presente |          |       |

## Palmarés

### Campeonatos nacionales
| Título            | Club        | País      | Año  |
| ----------------- | ----------- | --------- | ---- |
| Torneo Clausura   | ACD Lara    | Venezuela | 2017 |
| Torneo Clausura   | ACD Lara    | Venezuela | 2018 |
| Copa de Finlandia | KuPS Kuopio | Finlandia | 2021 |
| Copa de Finlandia | KuPS Kuopio | Finlandia | 2022 |
| Torneo Apertura   | UCV F.C     | Venezuela | 2025 |